# Breselenz
Breselenz es un distrito y la ciudad principal del municipio de Jameln, en el distrito de Lüchow-Dannenberg en Baja Sajonia, Alemania. El lugar está a un kilómetro al oeste de Jameln. El nombre deriva de las palabras eslavas breza («abedul») y lanka («curvatura», «bahía», «pradera pantanosa» o «llanura aluvial»).

## Historia
El 1 de julio de 1972, Breselenz se incorporó al municipio de Jameln y se convirtió así en el centro geográfico del municipio recién creado.

## Personas notables
- Bernhard Riemann, matemático.